# بيع بالرقم
البع بالرقم هو أن يقول البائع بعتك هذا الثوب برقمه فيقول المشتري قبلت من غير ما يعلم مقداره، والرقم هو النقش الذي يرقمه التاجر على الثوب علامة على أن ثمنها كذا.